# Circus cyaneus

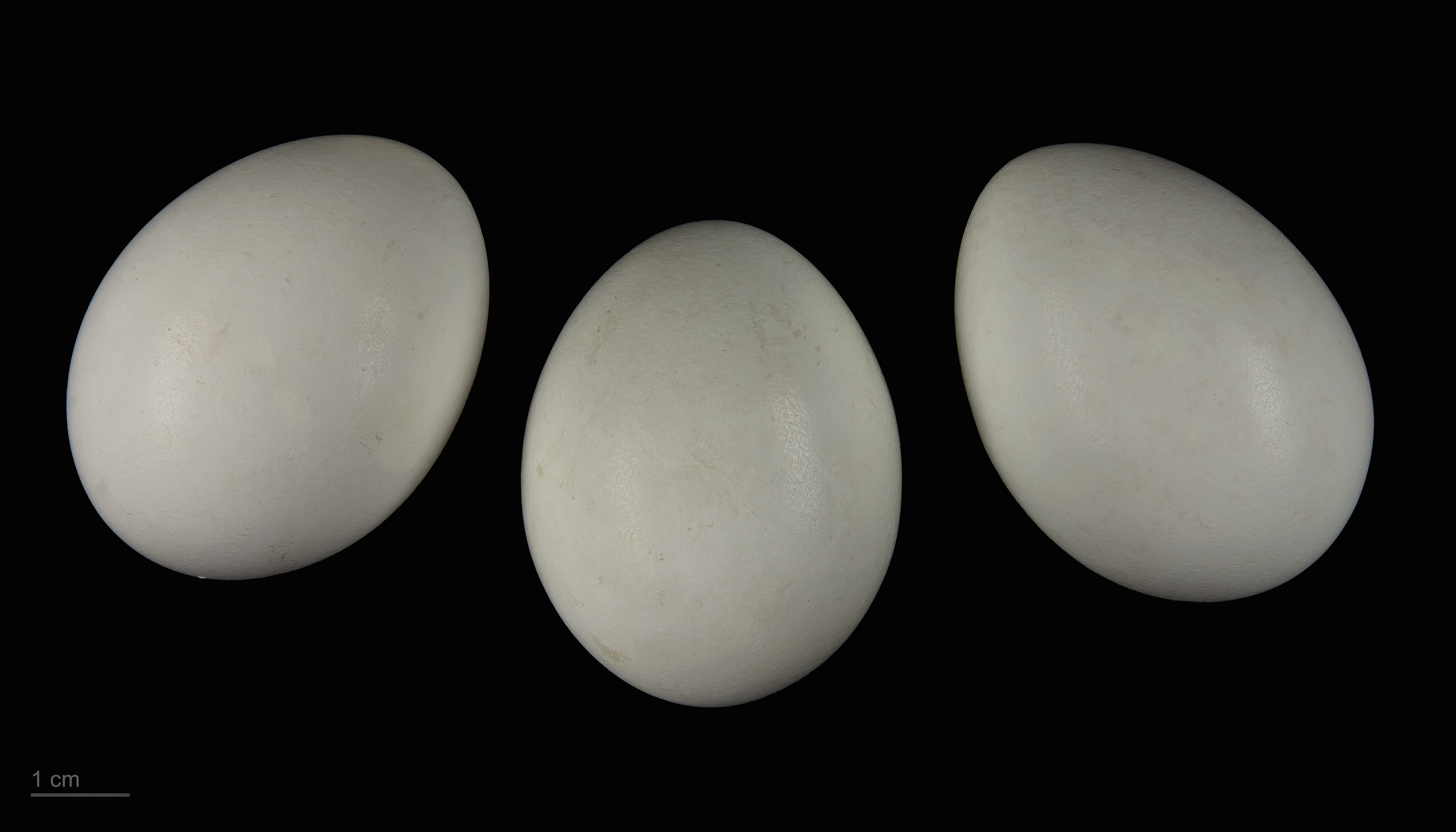
Circus cyaneus - MHNT

El aguilucho pálido (Circus cyaneus) es una especie de ave accipitriforme de la familia Accipitridae, ampliamente difundida en Eurasia.

## Nombres comunes
También se conoce como aguililla rastrera o gavilán campestre pálido o de ciénaga.

## Características
Las hembras alcanzan los 50 cm de longitud, mientras que los machos apenas superan los 40 cm, llegando a alcanzar los 700 y 400 g de peso respectivamente; la envergadura de sus alas es de unos 125 cm.

## Historia natural
Caza buscando en el suelo con un vuelo de planeo rápido y bajo. Suele mantener las alas en forma de uve (V) obtusa, con lo que puede sorprender a aves pequeñas o incapacitadas, pequeños roedores e incluso insectos grandes. Habita en parajes abiertos como páramos, pantanos, praderas esteparias o dunas de arena.
Pone hasta nueve huevos, de color blanco-azulado, en un nido realizado en el suelo; se les puede ver descansando en grupos de hasta diez ejemplares.

## Subespecies
No se reconocen subespecies de Circus cyaneus, la población Circus cyaneus hudsonius de Norteamérica ahora es tratada como especie separada.